# Matador (альбом)
Matador — второй студийный альбом английского рок-музыканта Гэза Кумбса (фронтмен инди-группы Supergrass), вышедший 26 января 2015 года на лейбле Hot Fruit Recordings/Caroline International. Музыкант сам продюсировал альбом. Matador был номинирован на Mercury Music Prize 2015 года.

## Об альбоме
Matador — второй сольный альбом английского музыканта Газа Кумбса. Записанный в домашней студии Кумбса и в Courtyard Studios в Оксфордшире, он был выпущен 26 января 2015 года на его лейбле Hot Fruit Recordings через Caroline International. Кумбс сам спродюсировал альбом, в нём приняли участие барабанщик группы Ride Лоз Колберт, Чарли Кумбс и гитарист Ник Фаулер. Альбом занял 18 место в чарте UK Albums Chart. Он был номинирован на Mercury Music Prize 2015 года..

## Отзывы
| Оценки критиков | Оценки критиков                                                          |
| Источник        | Оценка                                                                   |
| --------------- | ------------------------------------------------------------------------ |
| AllMusic        | [ 4 ]                                                                    |
| musicOMH        | [ 5 ]                                                                    |
| Mojo            | [ 6 ]                                                                    |
| Q               | 4 из 5 звёзд · 4 из 5 звёзд · 4 из 5 звёзд · 4 из 5 звёзд · 4 из 5 звёзд |
| Clash           | [ 7 ]                                                                    |
| The Guardian    | [ 8 ]                                                                    |
| Pitchfork Media | 6.3/10                                                                   |

Matador получил одобрительные отзывы музыкальных критиков. Бен Хогвуд из musicOMH назвал музыку и песни «шагом вперёд» и сказал, что альбом раскрывает «более тёмную, экспериментальную сторону» Кумбса Пэт Гилберт из Mojo назвал его атмосферу «мечтательной, гипнагогической» и дал альбому полную оценку в 5 звёзд. Рецензия Pitchfork похвалила некоторые песни, но была более критичной, заявив, что в этом альбоме Кумбс «играет безопасно» и что он «подходит к этим песням с позиции „меньше — значит больше“, но даже самые простые вещи не удается соединить».

## Список треков
| №                   | Название                     | Длительность |
| ------------------- | ---------------------------- | ------------ |
| 1.                  | «Buffalo»                    | 3:21         |
| 2.                  | «20/20»                      | 4:15         |
| 3.                  | «The English Ruse»           | 4:43         |
| 4.                  | «The Girl Who Fell to Earth» | 3:35         |
| 5.                  | «Detroit»                    | 5:41         |
| 6.                  | «Needle's Eye»               | 4:04         |
| 7.                  | «Seven Walls»                | 3:49         |
| 8.                  | «Oscillate»                  | 3:12         |
| 9.                  | «To the Wire»                | 4:06         |
| 10.                 | «Is It On?»                  | 0:34         |
| 11.                 | «Matador»                    | 1:25         |
| Общая длительность: | Общая длительность:          | 39:58        |

## Чарты
| Чарт (2015)     | Высшая позиция |
| --------------- | -------------- |
| Ultratop        | 100            |
| UK Albums Chart | 18             |